# Carlos Clemen
Carlos Clemen est un dessinateur argentin de bandes dessinées, né le 13 février 1913 à Buenos Aires et mort le 8 mai 1964 dans cette même ville.

## Biographie
Il commence à travailler en 1931 pour plusieurs éditeurs argentins de bandes dessinées.
Par la suite, il édite ses propres séries dont Robert Ax, Médico del Siglo XXXe en 1954, considérée comme la première bande dessinée argentine de science-fiction.
Ses dernières séries datent de 1959, dont Barracuda pour l'éditeur uruguayen Bandera Negra, qu'il signe du pseudonyme Paul Corydon.
Il meurt le 8 mai 1964 dans sa ville natale.
Ses deux frères José et Juan sont aussi auteurs de bandes dessinées.

## Hommage
L'auteur américain de comics Al Williamson, qui a passé une partie de son enfance en Colombie, a lu très jeune des bandes dessinées sud-américaines et des comics américains traduits. L'œuvre de Carlos Clemen compte parmi celles qui l'ont marqué.